# (1180) Rita
(1180) Rita – planetoida należąca do zewnętrznej części pasa głównego asteroid okrążająca Słońce w ciągu 7 lat i 361 dni w średniej odległości 3,99 au. Została odkryta 9 kwietnia 1931 roku w Landessternwarte Heidelberg-Königstuhl w Heidelbergu przez Karla Reinmutha. Nazwa planetoidy pochodzi od imienia żeńskiego Rita. Przed nadaniem nazwy planetoida nosiła oznaczenie tymczasowe (1180) 1931 GE.